# Antic reialenc de Xàtiva
L'Antic Reialenc de Xàtiva és una subcomarca de la Vall d'Albaida (País Valencià) que vindria a correspondre a l'antic Quarter de Benigànim, una de les quatre del terme de Xàtiva foral juntament amb l'Olleria, Castelló i la Vall de Càrcer i les Ènoves. La subcomarca té caràcter agrari però amb voluntat industrial, amb una posició secundària en l'àrea industrial del plàstic, mostra dels canvis que van produint-se a la comarca.
La subcomarca comprèn les localitats d'Alfarrasí, Bellús, Benigànim, Benissuera, Guadasséquies i Sempere.
Està situada al nord-oest de la Vall d'Albaida, relativament pròxima a la ciutat de Xàtiva, on encara arriba la influència d'aquesta ciutat, i amb la qual es comuniquen per l'Estret de les Aigües o pel portet de Ferreres.
| |          |          |          |
| \| Municipi \| Població \| Extensió \| Densitat \| \| ------------- \| -------- \| -------- \| -------- \| \| Alfarrasí \| 1.303 \| 6,40 \| 203,59 \| \| Bellús \| 359 \| 9,50 \| 37,79 \| \| Benigànim \| 6.411 \| 33,40 \| 191,95 \| \| Benissuera \| 196 \| 1,90 \| 103,16 \| \| Guadasséquies \| 447 \| 3,30 \| 135,45 \| \| Sempere \| 46 \| 3,80 \| 12,11 \| \| Total \| 8.762 \| - \| - \| |          |          |          |
| Municipi | Població | Extensió | Densitat |
| Alfarrasí | 1.303    | 6,40     | 203,59   |
| Bellús | 359      | 9,50     | 37,79    |
| Benigànim | 6.411    | 33,40    | 191,95   |
| Benissuera | 196      | 1,90     | 103,16   |
| Guadasséquies | 447      | 3,30     | 135,45   |
| Sempere | 46       | 3,80     | 12,11    |
| Total | 8.762    | -        | -        |